# Палеосейсмограми
Палеосейсмограми (рос. палеосейсмограммы, англ. paleoseismograms, нім. Paläoseismogramme n pl – в мінералогії – ознаки, які фіксують моменти дроблення та осипання кристалів, наприклад, шари присипок хлориту на кварці. (Д.П.Григорьєв,1946).